# Brachycythara galae
Brachycythara galae é uma espécie de gastrópode do gênero Brachycythara, pertencente a família Mangeliidae.